# ديفيد تورو
ديفيد تورو (بالإسبانية: David Toro)‏ هو سياسي بوليفي، ولد في 24 يونيو 1898 في سوكري في بوليفيا، وتوفي في 25 يوليو 1977 في سانتياغو في تشيلي. انتخب قائمة رؤساء بوليفيا (20 مايو 1936 – 13 يوليو 1937).